# Ausgabegerät
Als Ausgabegeräte werden in der Computertechnik alle Geräte bezeichnet, die das Ergebnis einer Operation oder eines Programms der Außenwelt zugänglich machen.
Dies sind insbesondere:
- Bildschirm/Beamer zur flüchtigen sichtbaren Ausgabe,
- Drucker/Plotter zur permanenten sichtbaren Ausgabe,
- Lautsprecher/Headset zur hörbaren Ausgabe,
- Braillezeile zur fühlbaren Ausgabe.

In Verbindung mit einem Eingabegerät ist Interaktion mit einem Computerprogramm möglich.

## Nullgerät
Das Nullgerät, auch Nulldevice, ist ein virtuelles Ausgabegerät. Es wird unter verschiedenen Betriebssystemen implementiert und oft dazu verwendet, in Stapelverarbeitungsdateien Ausgaben eines Befehles zu unterdrücken. Die Ausgaben werden zu diesem Zweck an das Gerät umgeleitet.
Unter Windows/MS-DOS ist es beispielsweise das Gerät Nul:, unter Linux und Unix ist es /dev/null.